# Estação Tchkalovskaia (metro de São Petersburgo)
Tchkalovskaia (em russo:  Чкаловская) é uma das estações da linha Frunzensko-Primorskaia (Linha 5) do metro de São Petersburgo, na Rússia. Estação «Tchkalovskaia» está localizada entre as estações «Krestovskii Ostrov» (ao norte) e «Sportivnaia» (ao sul).